# Darin Ghale
Darin Ghale (pers. درين قلعه) – wieś w Iranie, w ostanie Azerbejdżan Zachodni. W 2006 roku liczyła 379 mieszkańców w 74 rodzinach.